# Efecto Nate
Efecto Nate es un fenómeno meteorológico que caracteriza la temporada de lluvias en Centroamérica. Se distingue por precipitaciones extremadamente intensas en un corto período de tiempo.El término fue acuñado tras el devastador impacto del Huracán Nate en octubre de 2017, el cual causó daños significativos y pérdidas de vidas humanas en Nicaragua, Honduras, Costa Rica y Guatemala. Sin embargo sus orígenes se remontan a la interacción de patrones atmosféricos únicos en la región, específicamente una baja presión en el Caribe centroamericano, una zona de Convergencia Intertropical (ZCIT) y corrientes de bajo nivel que provienen del océano Pacífico y se dirigen hacia el continente centroamericano.
La interacción de estos tres elementos atmosféricos desencadena el Efecto Nate, generando fuertes aguaceros, mar de fondo, y en ocasiones, vientos huracanados, con severas consecuencias para las comunidades y ecosistemas de Centroamérica.
Este fenómeno puede generar acumulados de lluvia superiores a 1000 milímetros, provocando inundaciones severas y deslizamientos de tierra en regiones vulnerables.
El efecto Nate se asocia estrechamente con el giro monzónico centroamericano, una amplia área de baja presión que se desarrolla sobre el este del océano Pacífico y el oeste del Mar Caribe durante la temporada de lluvias, típicamente entre mayo y noviembre. Este giro crea un entorno propicio para lluvias intensas y persistentes debido a la convergencia de aire húmedo en los niveles bajos de la atmósfera, que asciende y forma tormentas intensas. El Efecto Nate, por tanto, se intensifica cuando las condiciones del giro monzónico facilitan la formación y desarrollo de sistemas tropicales como el Huracán Nate, exacerbando las precipitaciones y el riesgo de inundaciones y deslizamientos de tierra en la región.

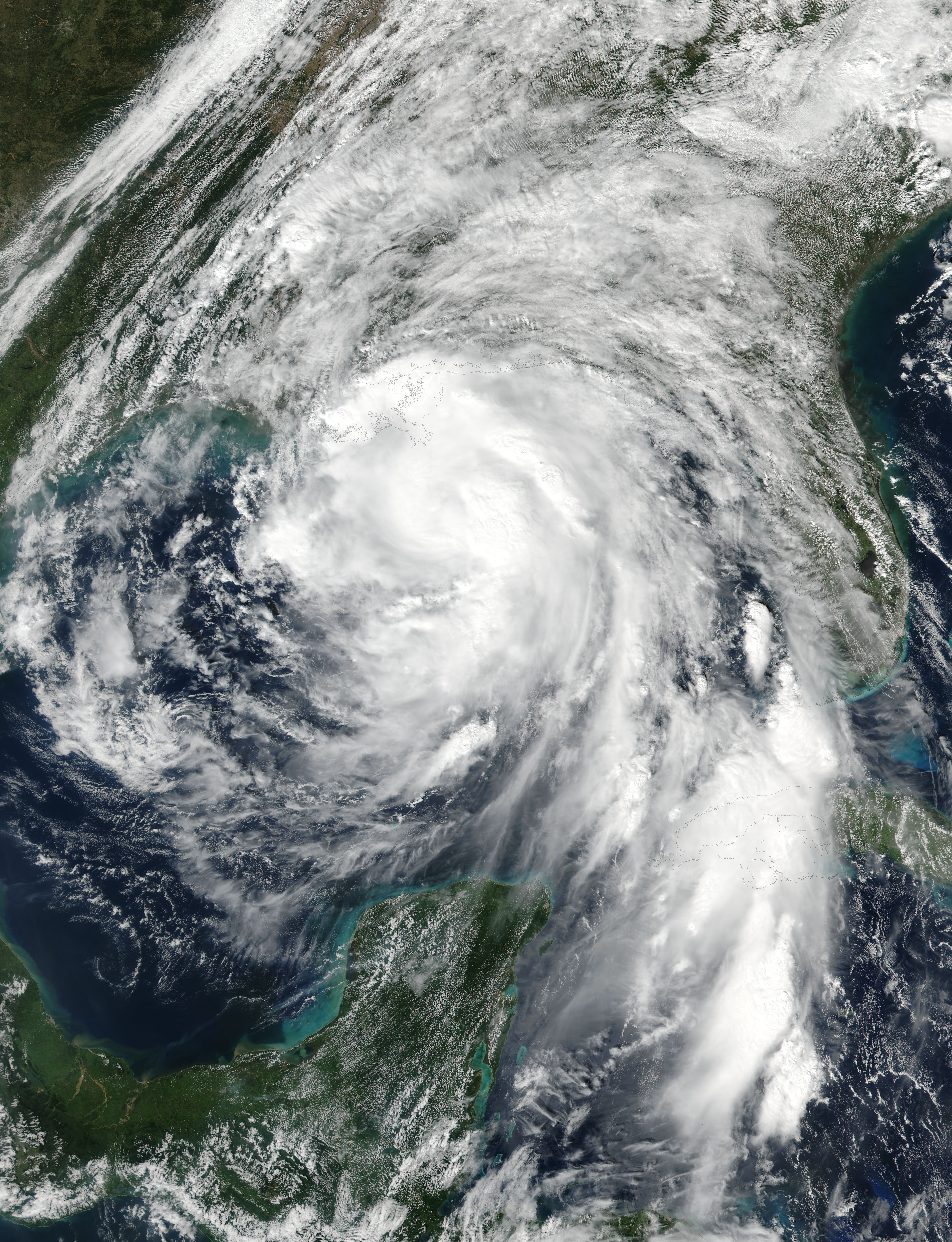
Huracán Nate acercándose a Nueva Orleans el 7 de octubre de 2017. Imagen capturada por el satélite Suomi NPP de la NASA.

Las lluvias torrenciales y los eventos catastróficos asociados a este fenómeno han resaltado la necesidad de una mejor preparación y respuesta ante desastres naturales en estas áreas.

## Origen del término

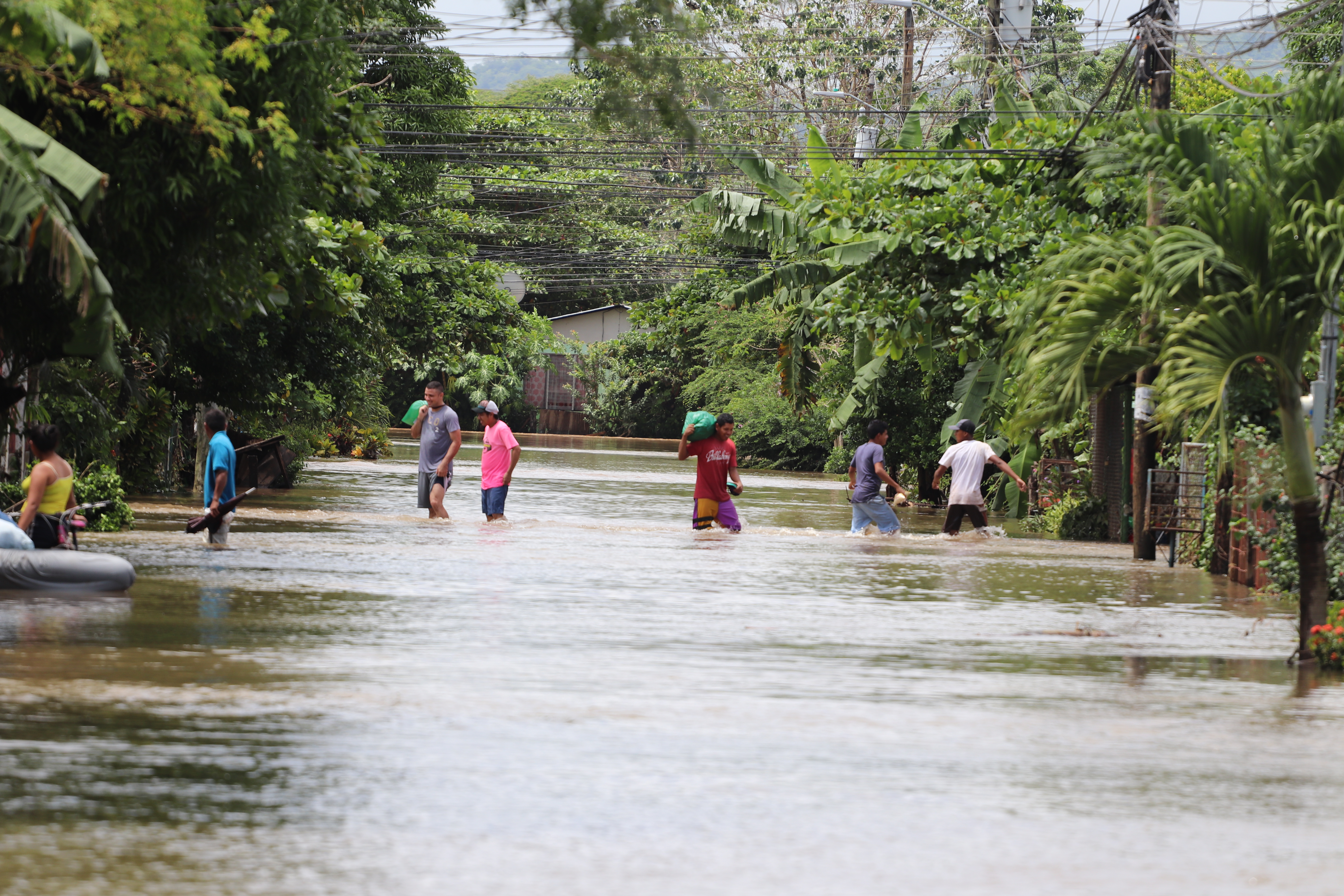
Efectos del paso del huracán Nate en Costa Rica, el 6 de octubre de 2017.

Antes de 2017, este fenómeno no poseía un nombre específico, sino que se describía como la convergencia de diversos elementos atmosféricos que generaban condiciones propicias para fuertes lluvias e inundaciones en Centroamérica.
El término «Nate effect» fue acuñado tras el devastador impacto del Huracán Nate en octubre de 2017. El meteorólogo José María Salmerón, del blog Geografía de Nicaragua, fue uno de los primeros en utilizar esta denominación al describir el potencial catastrófico de las lluvias asociadas a la tormenta Nate. Salmerón y otros expertos advirtieron sobre la capacidad del efecto Nate para desencadenar emergencias regionales sin precedentes, particularmente en zonas montañosas y costeras de Nicaragua y Guatemala.

## Historia del fenómeno
El Huracán Nate, a pesar de ser de categoría 1, marcó un antes y un después en la percepción de este fenómeno. La magnitud de sus desastres y la singularidad de sus características atmosféricas impulsaron la necesidad de nombrarlo y comprenderlo mejor.

### Eventos previos significativos

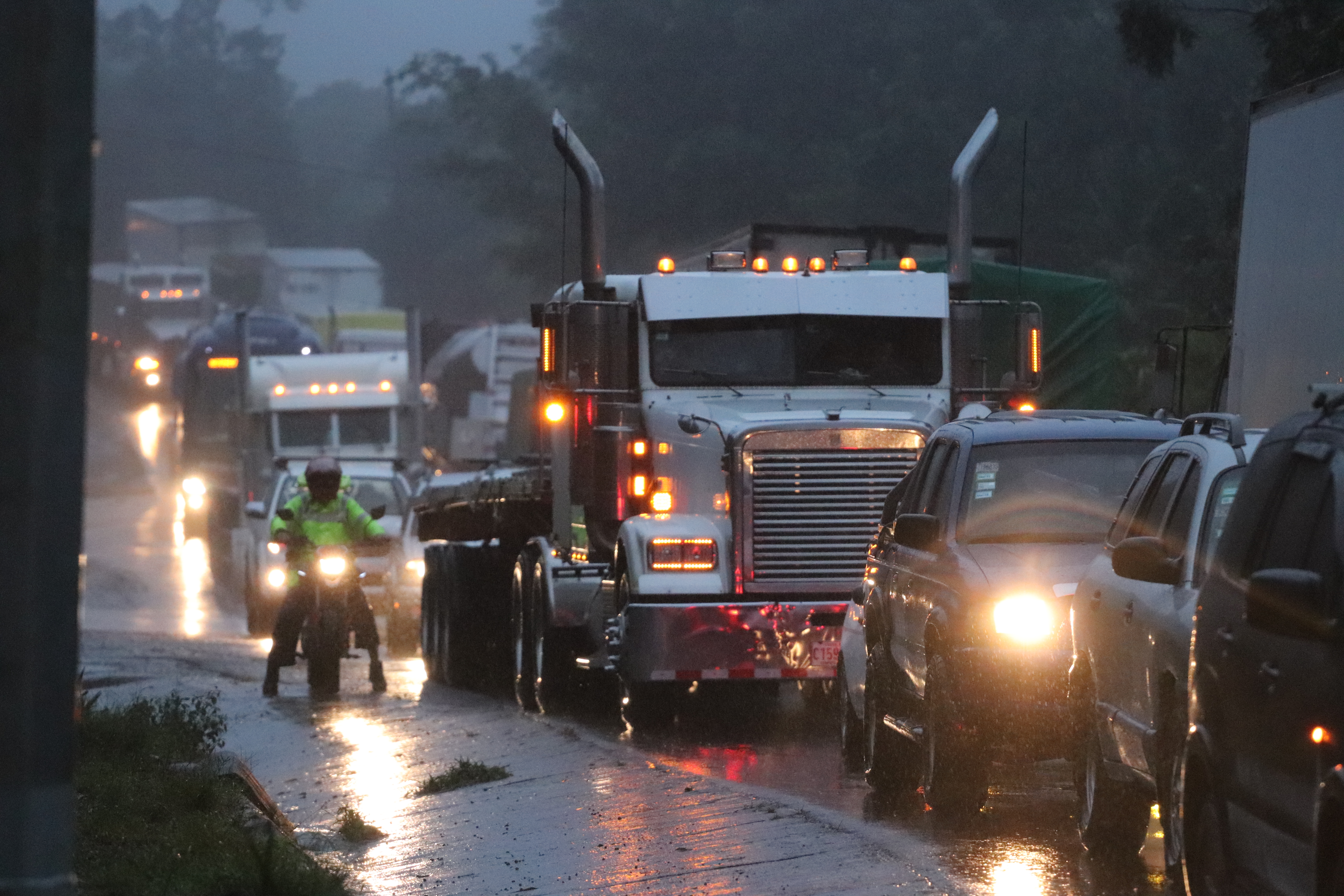
Impacto del huracán Nate en Costa Rica, el 6 de octubre de 2017.

Antes de la Tormenta Tropical Nate en 2017, Centroamérica había experimentado varios eventos meteorológicos significativos que prepararon el terreno para comprender mejor el impacto potencial de Nate. Uno de estos eventos fue el huracán Mitch en 1998, que causó devastación en la región con lluvias torrenciales y deslizamientos de tierra, similar a los efectos observados durante el Nate Effect. Además, las temporadas de huracanes de 2005 y 2010 también trajeron tormentas severas como los huracanes Stan y Matthew, que dejaron un precedente de vulnerabilidad en las infraestructuras y comunidades centroamericanas.

### Descripción de la Tormenta Tropical Nate (2017)
La Tormenta Tropical Nate se formó el 4 de octubre de 2017 en el Mar Caribe. Nate fue la decimocuarta tormenta nombrada y el noveno huracán de la activa temporada de huracanes del Atlántico de 2017. Inicialmente, Nate causó lluvias intensas en Costa Rica y Nicaragua, lo que llevó a severas inundaciones y deslizamientos de tierra. La tormenta continuó fortaleciéndose a medida que se movía hacia el noroeste, convirtiéndose en huracán el 7 de octubre mientras pasaba por el Canal de Yucatán.
Nate alcanzó su máxima intensidad con vientos de 150 km/h antes de tocar tierra en la desembocadura del Río Misisipi el 8 de octubre. Después de su primer impacto en Luisiana, Nate realizó un segundo aterrizaje cerca de Biloxi, Misisipi, causando daños significativos debido a fuertes vientos y marejadas ciclónicas. Finalmente, la tormenta se debilitó rápidamente a medida que avanzaba hacia el interior de Estados Unidos, degradándose a una depresión tropical y luego a un ciclón extratropical antes de disiparse el 11 de octubre.
El Huracán Nate, pese a su categoría 1, reunió las condiciones atmosféricas para un efecto Nate similar al de huracanes pasados: baja presión en el Caribe, ZCIT y corrientes LLJ. La interacción de estos elementos generó lluvias torrenciales, inundaciones, deslizamientos y cuantiosas pérdidas humanas y materiales. El huracán Nate marcó un hito al visibilizar y bautizar un fenómeno hasta ese momento poco comprendido, sentando las bases para su estudio y la implementación de mejores medidas de prevención y mitigación en Centroamérica.

### Impacto del efecto Nate en Nicaragua
El Nate Effect anualmente continúa aportando humedad hacia el Pacífico Central y Occidente de Nicaragua, exacerbando las condiciones climáticas adversas en estas regiones. Las lluvias intensas provocaron inundaciones y deslizamientos de tierra, afectando gravemente a las comunidades locales. Según el Observatorio de Predicción del Clima de Nicaragua, las precipitaciones asociadas al Nate Effect podrían superar los 1000 milímetros, representando un desafío significativo para la infraestructura y la seguridad de los habitantes en las áreas afectadas.
El 11 de junio de 2024, el meteorólogo nicaragüense José Salmerón confirmó a menos nacionales la llegada del efecto Nate a Nicaragua, tras el inicio de la temporada lluviosa. Este fenómeno meteorológico provocó deslizamientos de tierra e inundaciones severas en varias regiones del país. Según los pronósticos, el efecto Nate habría afectado a Nicaragua, Guatemala y El Salvador, extendiéndose desde el 11 hasta el 20 de junio de 2024. Las autoridades en ese momento instaron a la población a prepararse para enfrentar los posibles daños y emergencias derivadas de estas condiciones extremas.

### Impacto del Efecto Nate en el resto de Centroamérica
El Efecto Nate no solo impacta a Nicaragua, sino que también tiene consecuencias significativas en el resto de Centroamérica. A lo largo de la historia, este fenómeno ha dejado una huella de destrucción y pérdidas en la región.
Eventos históricos:
- Huracán Mitch (1998): Considerado el huracán más mortífero del Atlántico desde 1988, Mitch provocó inundaciones devastadoras y deslizamientos de tierra en toda Centroamérica, dejando un saldo de más de 11.000 personas fallecidas y miles de millones de dólares en daños.
- Huracán Nate (2017): A pesar de ser de categoría 1, este huracán causó fuertes lluvias, inundaciones y deslizamientos en Nicaragua, Costa Rica, Guatemala y El Salvador. Se reportaron decenas de víctimas mortales y daños considerables a la infraestructura y los cultivos.
- Inundaciones de 2024: En junio de 2024, dos eventos del Efecto Nate afectaron a Nicaragua y El Salvador, causando inundaciones, deslizamientos y daños a la infraestructura. Se reportaron más de 30 víctimas mortales en ambos países.[2]

## Características
El efecto Nate es un fenómeno meteorológico que se desarrolla en el contexto del giro monzónico centroamericano (CAG), una amplia área de baja presión que se forma sobre el este del océano Pacífico y el oeste del mar Caribe durante la temporada de lluvias. Cuando se presenta un CAG pueden formarse vórtices más pequeños que giran alrededor del giro más amplio. Estos vórtices localizados de baja presión están asociados con tormentas más fuertes y pueden generar áreas de mayor vorticidad y menor presión atmosférica. A menudo, se da la interacción entre el giro y una banda de convergencia de vientos húmedos que pasa. Si el ambiente es propicio, un vórtice en tránsito puede consolidarse en un ciclón tropical y deslindarse del sistema giro, ocurriendo este proceso aproximadamente una vez cada dos años en promedio.
El Efecto Nate es definido por algunos expertos en el clima como un fenómeno meteorológico complejo que se origina a partir de la interacción de tres elementos atmosféricos clave:
1. Baja presión en el Caribe: Una zona de baja presión se posiciona cerca de las costas de Nicaragua en el mar Caribe.[14]
2. Zona de Convergencia Intertropical (ZCIT): La ZCIT, una banda de convergencia de vientos húmedos, se aproxima a la región.[2]
3. Corrientes de bajo nivel (LLJ): Se forman chorros de viento a bajo nivel (LLJ) que provienen del océano Pacífico y se dirigen hacia el continente centroamericano.

La configuración del Giro Centroamericano no siempre necesariamente desencadena el Nate Effect y el Nate Effect puede ocurrir también sin la presencia del Giro Centroamericano.
A principios de octubre de 2017, un CAG generó el Huracán Nate, que tocó tierra como un huracán de categoría 1 en la costa del Golfo de Misisipi. Sin embargo, las etapas iniciales de Nate como depresión tropical y tormenta, combinadas con el CAG, empaparon a Centroamérica, donde algunas partes de Costa Rica recibieron entre 10 y 19 pulgadas de lluvia. Este fenómeno ilustra cómo el Nate Effect puede intensificarse bajo la influencia de un CAG, exacerbando las precipitaciones y aumentando el riesgo de inundaciones y deslizamientos de tierra en la región.

## Impacto
La interacción de estos elementos atmosféricos da lugar al Efecto Nate, lo que genera las siguientes consecuencias:

### Fuertes aguaceros
El Efecto Nate se caracteriza por precipitaciones torrenciales que pueden alcanzar acumulados de hasta 1000 mm en un corto período de tiempo. Estas lluvias torrenciales provocan inundaciones repentinas en ríos, quebradas y zonas bajas, desbordando su cauce y ocasionando inundaciones en áreas pobladas y terrenos agrícolas.

### Marejadas ciclónicas
En las costas del Pacífico, el Efecto Nate puede generar mar de fondo, con olas de gran altura que pueden alcanzar varios metros. Estas olas impactan con fuerza la costa, erosionando playas, dañando infraestructuras costeras y representando un peligro para las personas que se encuentran en zonas aledañas al mar.

### Vientos huracanados
Si la baja presión en el Caribe es lo suficientemente intensa y se posiciona adecuadamente, el Efecto Nate puede generar vientos con fuerza de huracán, especialmente en el sur, sureste y suroeste de la región. Estos vientos fuertes pueden derribar árboles y postes de luz, dañar techos y estructuras y generar interrupciones en el servicio eléctrico y de comunicaciones, tal como lo ocurrido en los eventos del Huracán Nate en 2017.

### Inundaciones
El efecto Nate ha provocado severas inundaciones en diversas regiones de Centroamérica. En Costa Rica, algunas áreas registraron precipitaciones de entre 10 y 19 pulgadas, causando desbordamientos de ríos y afectaciones en infraestructuras. En 2017, por ejemplo, en Nicaragua las lluvias intensas resultaron en inundaciones que desplazaron a miles de personas y dañaron viviendas, carreteras y puentes. Las comunidades a lo largo de la costa y en las zonas bajas fueron las más afectadas, enfrentando la pérdida de bienes y la interrupción de servicios básicos.

### Deslizamientos de tierra
Los deslizamientos de tierra fueron otra consecuencia devastadora del efecto Nate. Las precipitaciones torrenciales saturaron los suelos, especialmente en áreas montañosas, desencadenando deslizamientos que enterraron casas y caminos. En Honduras y Guatemala, estos deslizamientos causaron pérdidas humanas y bloquearon rutas vitales, dificultando las labores de rescate y asistencia. Las áreas rurales, con suelos más inestables y menos infraestructura de apoyo, sufrieron considerablemente.

### Afectaciones a comunidades y ecosistemas
Las comunidades locales enfrentaron impactos significativos debido al efecto Nate. Las inundaciones y deslizamientos no solo destruyeron propiedades, sino que también afectaron la agricultura, principal fuente de sustento para muchas familias. Los cultivos fueron arrasados, lo que provocó inseguridad alimentaria y pérdidas económicas. Además, los ecosistemas naturales, como bosques y humedales, sufrieron daños por el exceso de agua y sedimentos, afectando la biodiversidad y alterando los hábitats naturales. La recuperación en estas áreas ha requerido esfuerzos extensivos de rehabilitación y apoyo humanitario.

## Regiones afectadas

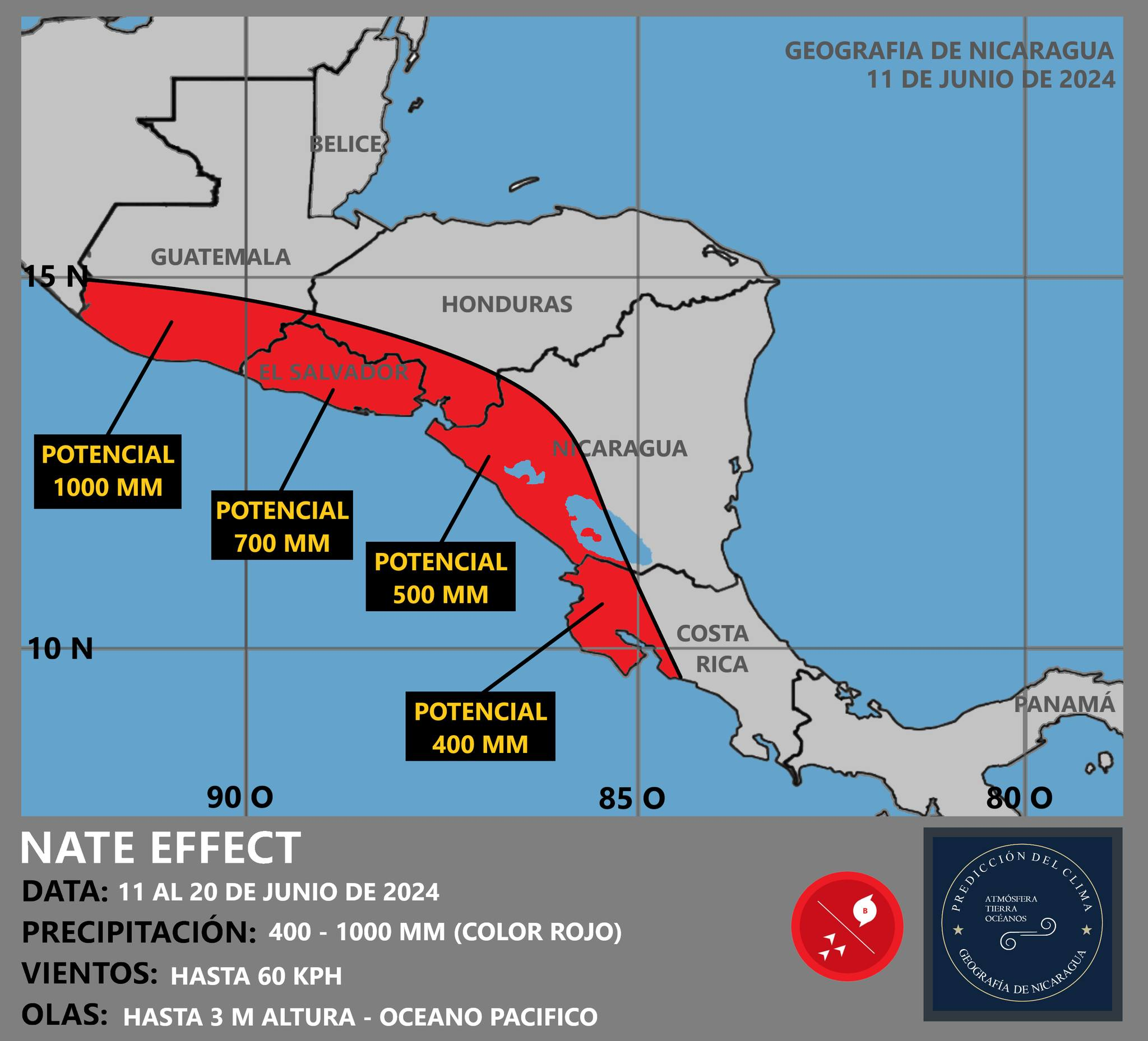
Previsión meteorológica del Nate Effect para Centroamérica, mes de junio de 2024 (Geografía de Nicaragua).

### Nicaragua
Nicaragua ha sido una de las naciones más afectadas por el efecto Nate experimentando repetidas inundaciones y deslizamientos de tierra debido a este fenómeno recurrente. En octubre de 2017, la Tormenta Tropical Nate provocó lluvias torrenciales que resultaron en severas inundaciones y desplazamientos de tierra en las regiones del Pacífico Central y Occidente de Nicaragua. Las comunidades costeras y rurales fueron particularmente vulnerables, enfrentando destrucción de viviendas, infraestructuras y cultivos. La saturación del suelo y la topografía montañosa agravaron la situación, causando desastres naturales que requirieron extensas labores de rescate y rehabilitación.

### Guatemala
En Guatemala, el efecto Nate también ha tenido impactos significativos, especialmente en las regiones montañosas y áreas propensas a deslizamientos de tierra. Durante los eventos asociados al giro monzónico centroamericano, Guatemala ha experimentado intensas lluvias que han saturado los suelos y desencadenado deslizamientos. Estos desastres han afectado gravemente las infraestructuras rurales, bloqueando caminos y destruyendo viviendas. Las comunidades indígenas y rurales, con acceso limitado a servicios de emergencia, han sido las más afectadas por estos eventos climáticos extremos.

### Otras regiones de Centroamérica
Además de Nicaragua y Guatemala, otras regiones de Centroamérica también han sufrido las consecuencias del efecto Nate. Costa Rica ha registrado lluvias extremas que han causado inundaciones y deslizamientos de tierra, afectando tanto áreas urbanas como rurales. En Honduras y El Salvador, las precipitaciones asociadas al giro monzónico centroamericano han provocado emergencias similares, con impactos significativos en la agricultura y las infraestructuras locales. La recurrencia de este fenómeno destaca la necesidad de mejorar las estrategias de preparación y respuesta ante desastres en toda la región.

## Medidas de prevención y respuesta

### Preparación ante desastres
Dada la recurrencia del efecto Nate y su potencial destructivo, la preparación ante desastres es crucial para mitigar sus impactos. Las comunidades en las regiones vulnerables deben implementar planes de emergencia que incluyan la creación de rutas de evacuación, la construcción de refugios seguros y la capacitación de la población en primeros auxilios y procedimientos de emergencia. Además, es esencial realizar simulacros periódicos para asegurar que la población esté preparada para responder de manera efectiva ante un evento de este tipo. La implementación de sistemas de alerta temprana también es fundamental para proporcionar información oportuna y precisa sobre las condiciones meteorológicas y permitir la evacuación preventiva en áreas de alto riesgo.

### Respuesta de los gobiernos y organizaciones
La respuesta de los gobiernos y las organizaciones a los eventos asociados con el efecto Nate ha sido variada pero generalmente activa. Los gobiernos de Nicaragua, Costa Rica, Guatemala y otras naciones centroamericanas han desarrollado planes de respuesta rápida que incluyen la movilización de recursos de emergencia, la coordinación con organismos internacionales y la implementación de medidas de socorro inmediato. Organizaciones como la Cruz Roja y agencias de las Naciones Unidas han jugado roles cruciales en la provisión de asistencia humanitaria, suministros médicos y apoyo logístico. La cooperación internacional y regional es vital para fortalecer las capacidades de respuesta y garantizar una ayuda eficaz a las comunidades afectadas.

### Predictibilidad
Es importante destacar que el Efecto Nate no es un fenómeno cíclico. No se puede predecir con exactitud cuándo o dónde ocurrirá, ya que depende de la interacción de varios factores atmosféricos antes descritos. Sin embargo, los expertos en meteorología han identificado algunas condiciones que aumentan la probabilidad de que se produzca, como la presencia de una onda tropical activa y un CAG bien definido como factor de riesgo.